# Ljuće
Ljuće (cyr. Љуће) – wieś w Czarnogórze, w gminie Pljevlja. W 2011 roku liczyła 113 mieszkańców.